# Melanargia thetis
Melanargia thetis är en fjärilsart som beskrevs av Jacob Hübner 1798. Melanargia thetis ingår i släktet Melanargia och familjen praktfjärilar. Inga underarter finns listade i Catalogue of Life.